# Ваља Лунга (Јаши)
Ваља Лунга (рум. Valea Lungă) насеље је у Румунији у округу Јаши у општини Холбока. Oпштина се налази на надморској висини од 55 m.

## Становништво
Према подацима из 2002. године у насељу је живело 279 становника, од којих су сви румунске националности.